# Johann Jacob von Wasmer
Johann Jacob von Wasmer (* 17. Februar 1671 in Glückstadt; † 27. Februar 1747 ebenda) war königlich-dänischer Vizekanzler, der den heutigen Friedrichsgabekoog im Dithmarschen eindeichte.

## Leben
Johann Jakob von Wasmers Eltern waren Conrad von Wasmer und dessen zweite Ehefrau Margarethe, geborene Bruhn. Seine Kindheit und Jugend verbrachte er in Glückstadt. Mit 17 Jahren wurde er an der juristischen Fakultät der Universität Kiel immatrikuliert. Nach erfolgreichem Abschluss seines Jurastudiums und einer anschließenden zweijährigen Bildungsreise kehrte er wieder nach Glückstadt zurück, wo er im Jahre 1695 als Kanzlei- und Regierungsrat angestellt wurde. Im gleichen Jahr heiratete er Maria Elisabeth, Tochter des Juristen Marquard Gude, die jedoch bereits 1697 starb. 1698 ehelichte er Anna Johanna (1683–1751), Tochter des Justizrats Jacob Hinrich Pauli von Rosenschild; aus dieser Ehe entstammen zehn Söhne und sechs Töchter. 1711 gehörte er der königlichen Verhandlungskommission auf dem letzten Landtag in Rendsburg an. 1732 wurde er zum königlichen Vizekanzler berufen. 
Sein größtes Projekt war die Eindeichung der Außendeichländereien in der Nähe der heutigen Gemeinde Wöhrden. Zusammen mit Hinrich Bertram von Ahlefeldt und einer weiteren Person hatte er aufgrund des Oktroi vom 14. Juni 1701 vom dänischen König Friedrich IV. die Erlaubnis erhalten, die Außenländereien auf eigene Kosten einzudeichen. Zum Ausgleich wurden den zukünftigen Einwohnern erhebliche Privilegien eingeräumt wie die Befreiung von gewissen öffentlichen Abgaben und die Einräumung des Rechtes, Verwaltungs- und Gerichtssachen selbst zu entscheiden (oktroyierte Köge). Dieses Projekt wurde 1714 erfolgreich abgeschlossen. Der neu geschaffene Koog erhielt den Namen Wasmerskoog, weil von Wasmer den größten Teil des Geldes aufgebracht hatte.
Im Verlauf der Weihnachtsflut von 1717 und der nachfolgenden Sturmflut vom Februar 1718 wurde ein Teil der Eindeichung zerstört, die von Wasmer nur mit finanzieller Unterstützung  des dänischen Königs wieder instand setzen konnte. Zum Dank wurde der Koog umbenannt in Friedrichsgabekoog, der diesen Namen auch heute noch trägt.

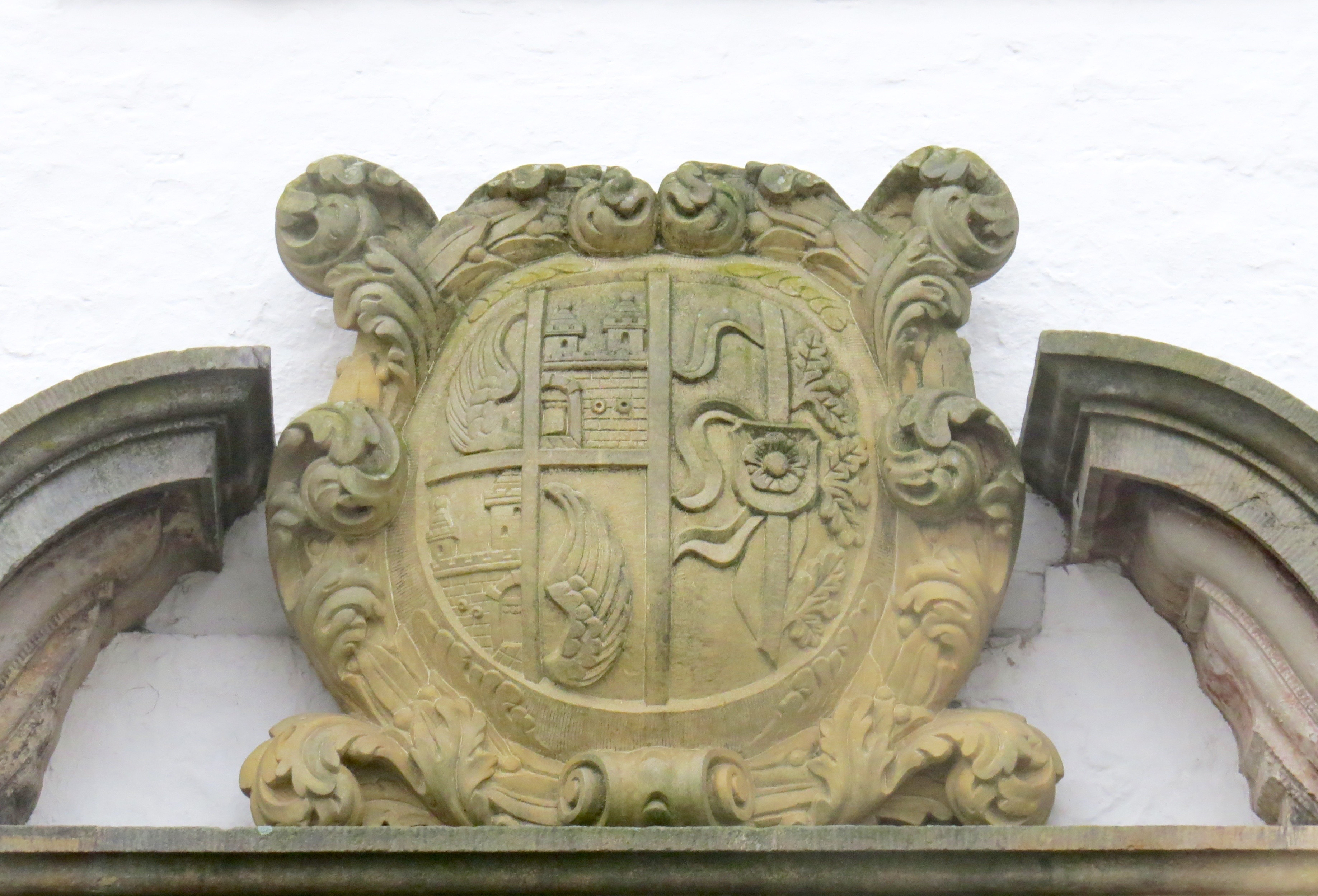
Wappen Wasmers über dem Portal des Wasmer-Palais

Jakob von Wasmer bewohnte und bewirtschaftete selbst den größten Hof des Koogs, der zu damaliger Zeit als adliges Gut eingestuft war. Er betrieb dort u. a. eine Öl- und Graupenmühle, eine Glasbläserei und sogar eine eigene Münze. Noch heute erinnert eine an dem an dieser Stelle stehenden Wirtschaftsgebäude angebrachte Tafel an die Verdienste von Wasmers. Daneben bewirtschaftete er auch noch einen in unmittelbarer Nachbarschaft gelegenen kleineren Hof. Wirtschaftlich ging es ihm zunächst gut, denn er konnte sich bereits 1727 in Glückstadt eine Stadtvilla errichten, die heute als Wasmer-Palais bekannt ist.
Aufgrund von Missernten und hohen Aufwänden für seine Villa kam von Wasmer in finanzielle Bedrängnis und musste erneut die Hilfe des Königs in Anspruch nehmen. Dennoch ließ sich längerfristig ein Konkurs nicht aufhalten. Erst verkaufte von Wasmer den kleineren Hof, dann auch Teile seines Haupthofes. Von Wasmer verstarb verarmt in Glückstadt. Seine Erben konnten den Besitz in Glückstadt nicht halten. Das Palais wurde 1752 versteigert und dem König zugeschlagen. Er machte aus dem Prachtbau den Sitz der Kanzlei. Knapp 10 Jahre später wurde der Koog an einen reichen Bauern aus Nordfriesland verkauft.